# Аннесли, Фрэнсис, 1-й граф Энсли
Фрэнсис Аннесли, 1-й граф Аннесли (англ. Francis Annesley, 1st Earl Annesley; 27 ноября 1740 — 19 декабря 1802) — англо-ирландский политик и пэр.

## Биография
Родился 27 ноября 1740 года. Старший сын Уильяма Аннесли, 1-го виконта Глераули (1710—1770), и леди Энн, Бересфорд (1718—1770), дочери Маркуса Бересфорда, 1-го графа Тирона , и леди Кэтрин Пауэр, единственной дочери Джеймса Пауэра, 3-го графа Тирона.
Фрэнсис Аннесли заседал в Ирландской палате общин от Даунпатрика с 1761 по 1770 год.
12 сентября 1770 года после смерти своего отца Фрэнсис Аннесли унаследовал титулы 2-го виконта Глераули в графстве Фермана и 2-го барона Энсли из замка Уэллан в графстве Даун, заняв своё место в Палате лордов Ирландии.
17 августа 1789 года Фрэнсис Аннесли был назначен графом Аннесли (Энсли) из Каслвеллана в графстве Даун (Пэрство Ирландии). Графский титул был создан с правом наследования для его младшего брата Ричарда, так как у лорда Аннесли не было законных детей.
19 декабря 1802 года лорд Аннесли скончался в возрасте 62 лет в Маунтпантере, графство Даун, Ирландия. Он был похоронен в Килмегане, графство Даун. Ему наследовал его младший брат, Ричард Аннесли, 2-й граф Энсли.
8 февраля 1766 года Фрэнсис Аннесли женился на Мэри Гроув (? — 25 августа 1791), дочери Роберта Гроува и Мэри Райланд. Их брак был бездетным.
У лорда Аннесли были внебрачные дети от внебрачных связей с Дороти Макилрой (Джеймс, Генри, Чарльз и Фрэнсис) и Софии Келли (Уильям Артур, Джордж де ла Пауэр Бересфорд и Фрэнсис Чарльз).